# التيار الإصلاحي في السعودية
التيار الإصلاحي في السعودية: هم مجموعة من الدعاة والمثقفين والنشطاء الذين يرون ان الحل في السعودية هو الملكية الدستورية وان وجود آل سعود مهم وضروري لضمان الإستقرار والوحدة الوطنية ومن ابرز رموز هذا التيار محسن العواجي

## الخلفية التاريخية
بدأ يتشكل التيار الإصلاحي في السعودية بعد حرب الخليج الثانية في 1991 وإزداد نشاط التيار وجماهيريته خصوصاً مع بقاء القوات الأمريكية في السعودية بعد نهاية الحرب، إلا ان هذا التيار لم يتبلور وينتشر بشكل كبير إلا بعد أحداث 11 سبتمبر 2001 حيث بدأ التيار الإصلاحي بإصدار العديد من العرائض والبيانات السياسية المطالبة بالملكية الدستورية إلى القيادة السياسية

## رؤيتهم السياسية
شارك العديد من الإصلاحيين في تشكيل تيار الدعوة إلى الإصلاح السياسي الذي سينقل السعودية إلى الملكية الدستورية ، من خلال البيانات الثلاثة:
1. خطاب رؤية لحاضر الوطن ومستقبله عام 2003 م
2. خطاب نداء إلى القيادة والشعب معاً عام 2003 م
3. خطاب رؤية لاستقلال القضاء عام 2004 م

## إختلافهم مع بقية تيارات المعارضة
التيار الإصلاحي يرى ان وجود آل سعود مهم لضمان الإستقرار ووحدة التراب الوطني والتيار الإصلاحي لا يريد إسقاط آل سعود بل يريد إستمرارهم بالحكم من خلال الملكية الدستورية ، بينما بقية تيارات المعارضة مثل الحركة الإسلامية للإصلاح ترى ان لا يوجد حل سوى إسقاط النظام السياسي بالكامل ولا يمكن ان يستمروا بالحكم، وإقامة نظام سياسي بديل لهم، هذه هي أهم نقاط اختلاف التيار الإصلاحي مع بقية تيارات المعارضة السعودية .